# Constitución (Chile)
Constitución – miasto w Chile, położone w zachodniej części regionu Maule.

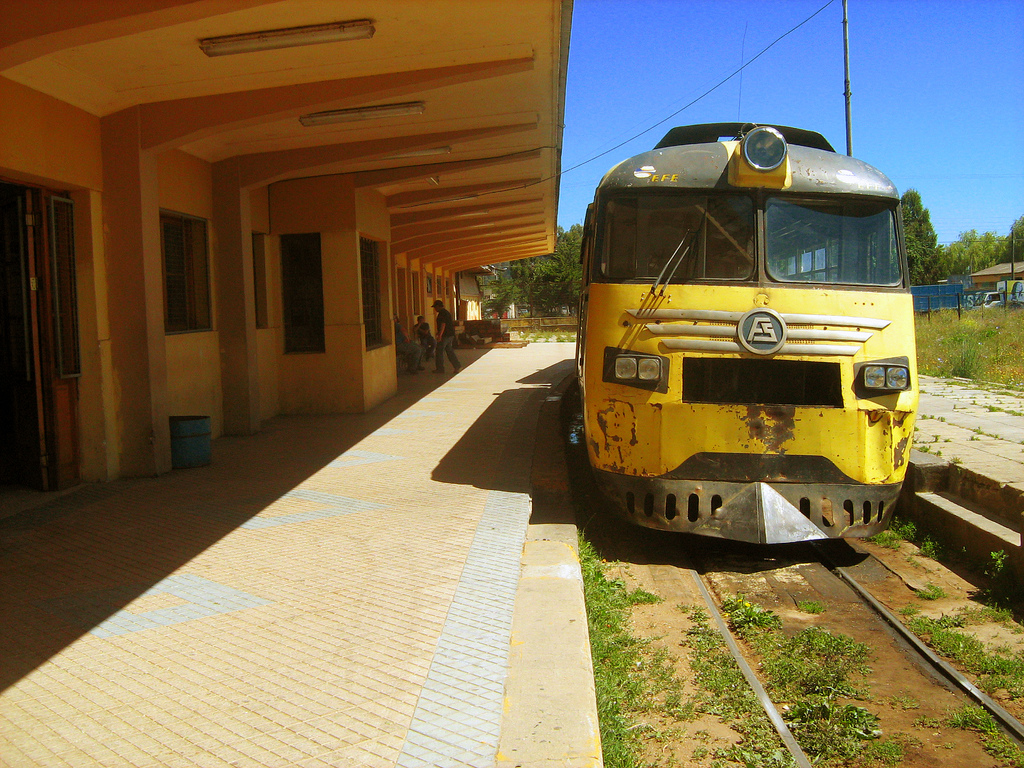
Stacja kolejowa w Constitución

## Opis
Miejscowość została założona w 18 czerwca 1794 roku. W mieście znajduje się stacja kolejowa i port morski położony nad Pacyfikiem.

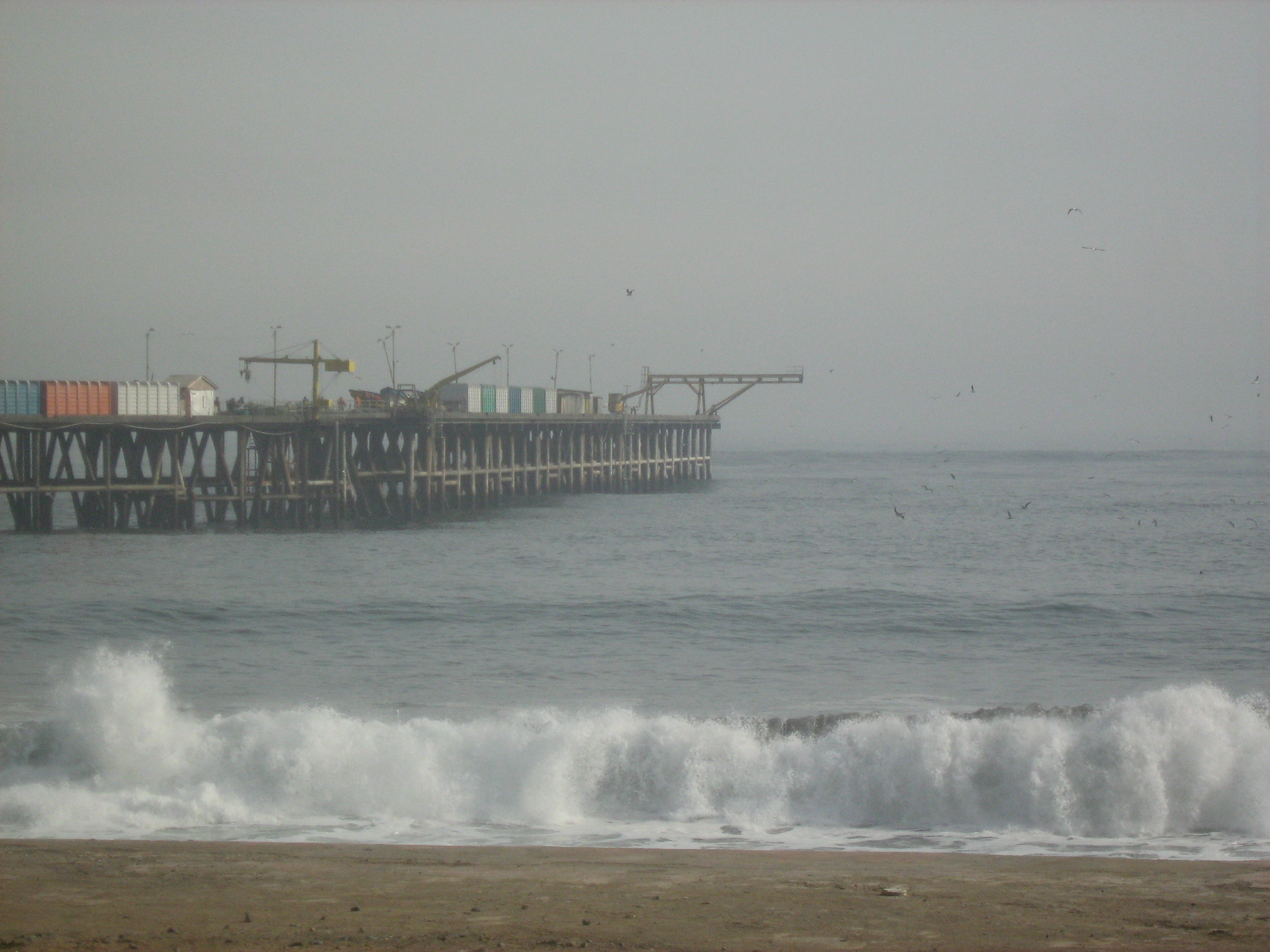
Port Morski w Constitución

## Demografia
Źródło.